# Френдшип (Арканзас)
Френдшип (англ. Friendship, Arkansas) — город, расположенный в округе Хот-Спринг (штат Арканзас, США), с населением в 206 человек по статистическим данным переписи 2000 года.

## География
По данным Бюро переписи населения США город Френдшип имеет общую площадь в 1,81 км², водных ресурсов в черте населённого пункта не имеется.
Френдшип расположен на высоте 92 м над уровнем моря.

## Демография
По данным переписи населения 2000 года в Френдшипе проживало 206 человек, 57 семей, насчитывалось 79 домашних хозяйств и 83 жилых дома. Средняя плотность населения составляла около 108,4 человека на один квадратный километр. Расовый состав Френдшипа по данным переписи распределился следующим образом: 99,51 % белых, 0,49 % — других народностей. Испаноговорящие составили 1,46 % от всех жителей города.
Из 79 домашних хозяйств в 32,9 % воспитывали детей в возрасте до 18 лет, 64,6 % представляли собой совместно проживающие супружеские пары, в 6,3 % семей женщины проживали без мужей, 26,6 % не имели семей. 22,8 % от общего числа семей на момент переписи жили самостоятельно, при этом 11,4 % составили одинокие пожилые люди в возрасте 65 лет и старше. Средний размер домашнего хозяйства составил 2,61 человек, а средний размер семьи — 3,03 человек.
Население города по возрастному диапазону по данным переписи 2000 года распределилось следующим образом: 26,2 % — жители младше 18 лет, 3,9 % — между 18 и 24 годами, 30,1 % — от 25 до 44 лет, 21,8 % — от 45 до 64 лет и 18,0 % — в возрасте 65 лет и старше. Средний возраст жителей составил 37 лет. На каждые 100 женщин в Френдшипе приходилось 90,7 мужчин, при этом на каждые сто женщин 18 лет и старше приходилось 90 мужчин также старше 18 лет.
Средний доход на одно домашнее хозяйство в городе составил 39 792 доллара США, а средний доход на одну семью — 45 000 долларов. При этом мужчины имели средний доход в 32 031 доллар США в год против 15 625 долларов среднегодового дохода у женщин. Доход на душу населения в городе составил 14 865 долларов в год. 11,8 % от всего числа семей в округе и 13,9 % от всей численности населения находилось на момент переписи населения за чертой бедности, при этом 17,8 % из них были моложе 18 лет и 7,5 % — в возрасте 65 лет и старше.